# Castello Tesino
Castello Tesino (Castèl Tasìn o Castèlo in dialetto locale) è un comune italiano di 1 143 abitanti della provincia autonoma di Trento in Trentino-Alto Adige. Sito nella parte sud-orientale della provincia, al confine col Veneto, è il centro maggiore dell'Altopiano del Tesino.

## Geografia fisica

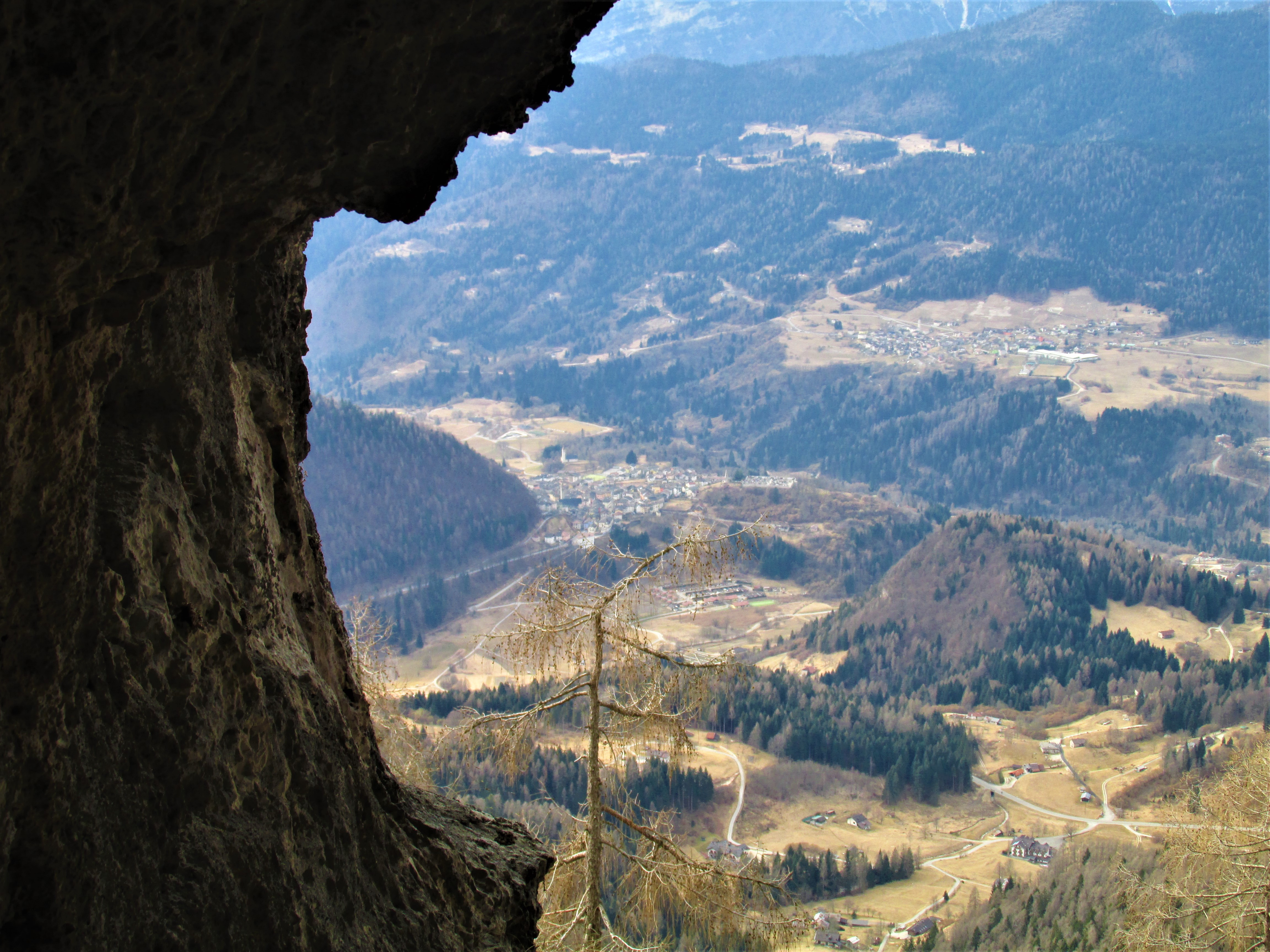
Castello Tesino visto dalla Caverna dei Pastori del Monte Agaro. Dietro, sulla destra, Cinte Tesino

L'abitato sorge sulle pendici del monte Picosta, mentre il comune si sviluppa a sud del torrente Vanoi e a est del torrente Grigno, tra i monti Cima d'Asta, Contemoro, Agaro e Còppolo.
Il comune di Castello Tesino confina a nord con i comuni di Canal San Bovo e Pieve Tesino, a sud con il comuni di Grigno e Arsiè (BL), a est con i comuni Canal San Bovo, Cinte Tesino e Lamon (BL) e ad ovest con i comuni di Scurelle, Pieve Tesino, Cinte Tesino. È sito all'interno dell'omonimo altipiano. Il confine settentrionale del comune è rappresentato dal torrente Vanoi, partendo dal Passo Cinque Croci fino alla chiesetta del Pront, nelle vicinanze del Rifugio Refavaie. L'intero versante nord di Cima d'Asta appartiene al comune di Castello Tesino, il quale abbraccia la cima ma ne viene escluso. Dalla chiesetta del Pront alla Forcella Regana è il torrente Rio di Val Regana a fare da confine; poco prima il comune si allarga verso est ad includere il Monte Contemoro, la Val Viosa e grande parte del versante orientale dove si trova la strada del Passo Brocon. Dai pressi della sommità di Cima d'Asta, invece, il confine procede seguendo grossomodo il crinale fino a quando questo diventa il monte Coston; a un certo punto scende a oriente a seguire il Rio Tolvà per poi risalire fino alla Malga Cavallara. Da quest'ultima il confine percorre il fondo della valle del Rio Secco fino a intersecare il torrente Grigno, con cui coincide fino a poco prima del paese di Grigno. La parte sud del comune di Castello Tesino contiene i rilievi a picco sulla Valsugana (il Col Cantiero, la Val Calgere), che fanno da sponde all'altopiano di Celado. Da quest'ultimo vi sono direttrici verso Cima Campo (dove si trova il Forte Leone), verso il lago artificiale del Senaiga raggiunto dalla Valpora, verso la frazione Arina di Lamon passando per il Passo della Baja. Il territorio orientale di Castello Tesino contiene il versante della Roa a occidente del torrente Senaiga, il quale costituisce confine con il Veneto; risalendo la Valnuvola il confine si dirige verso la prima cima del Monte Coppolo, arrestandosi poco prima di essa e dirigendosi invece al Passo Brocon, per ricondursi infine alla frazione Cainari.

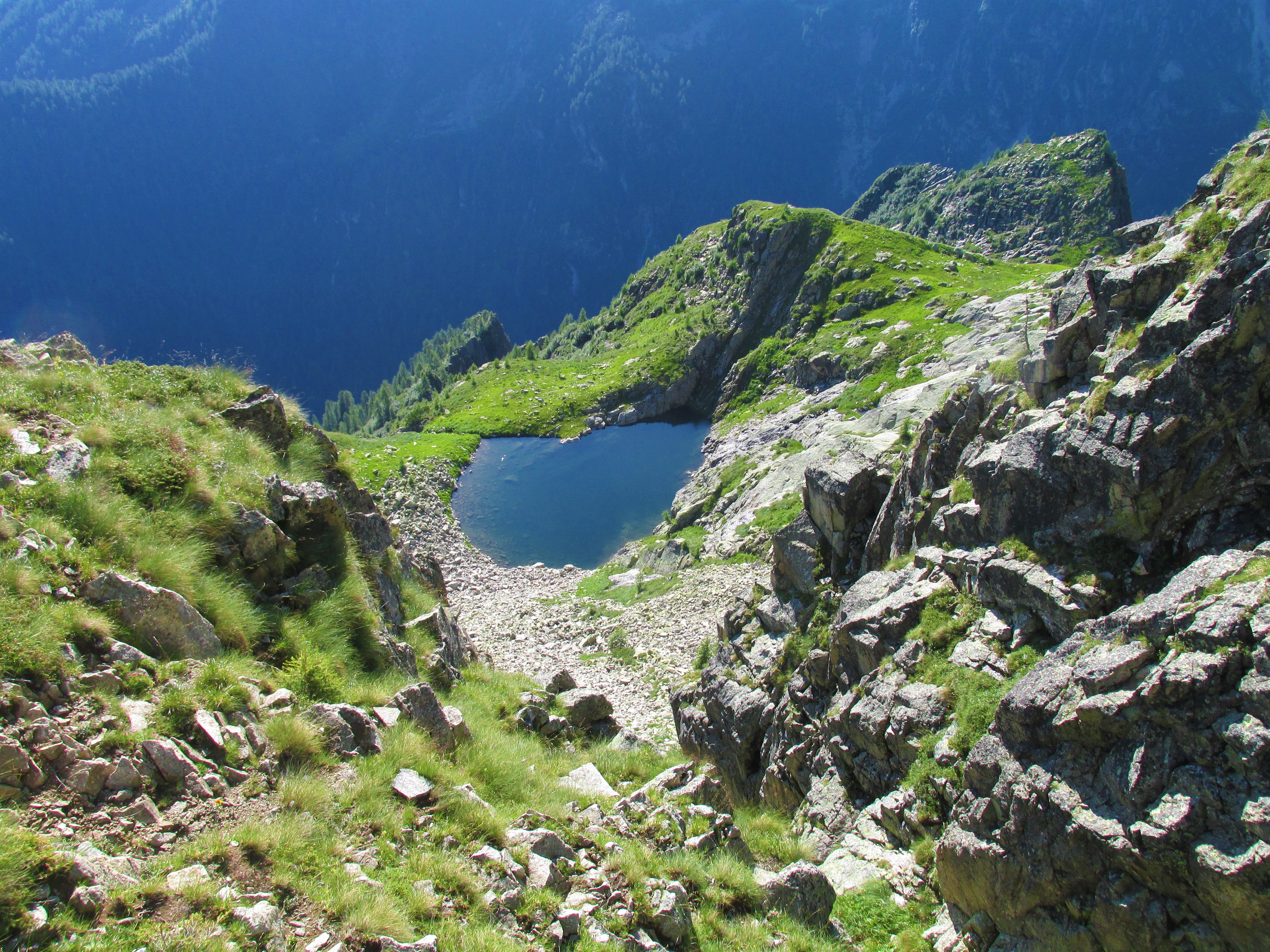
Lago Negro nel versante nord di Cima d'Asta

 Castello Tesino si articola attraverso una complessa rete di rilievi e valli scavate da un fitto reticolo idrografico. Tra le principali montagne la Cima d'Asta (2847 m), la più elevata del gruppo Lagorai-Cima d'Asta; il Monte Contemoro (2407 m), le cime Tolvà (2343 m) e Orena (2296 m), ai margini orientali del gruppo granitico, il Monte Agaro (2062 m), che ospita gli impianti sciistici nel versante nord, il Monte Picosta (1427 m), sulle cui pendici giace il paese.
Le valli più importanti sono la Val Regana, la forra del Grigno poco lontana dal paese, la Rodena, valle asciutta ospitante il Parco La Cascatella, la Valnuvola che contiene il torrente Senaiga e la Grotta di Castello Tesino che su di esso si affaccia.

## Storia

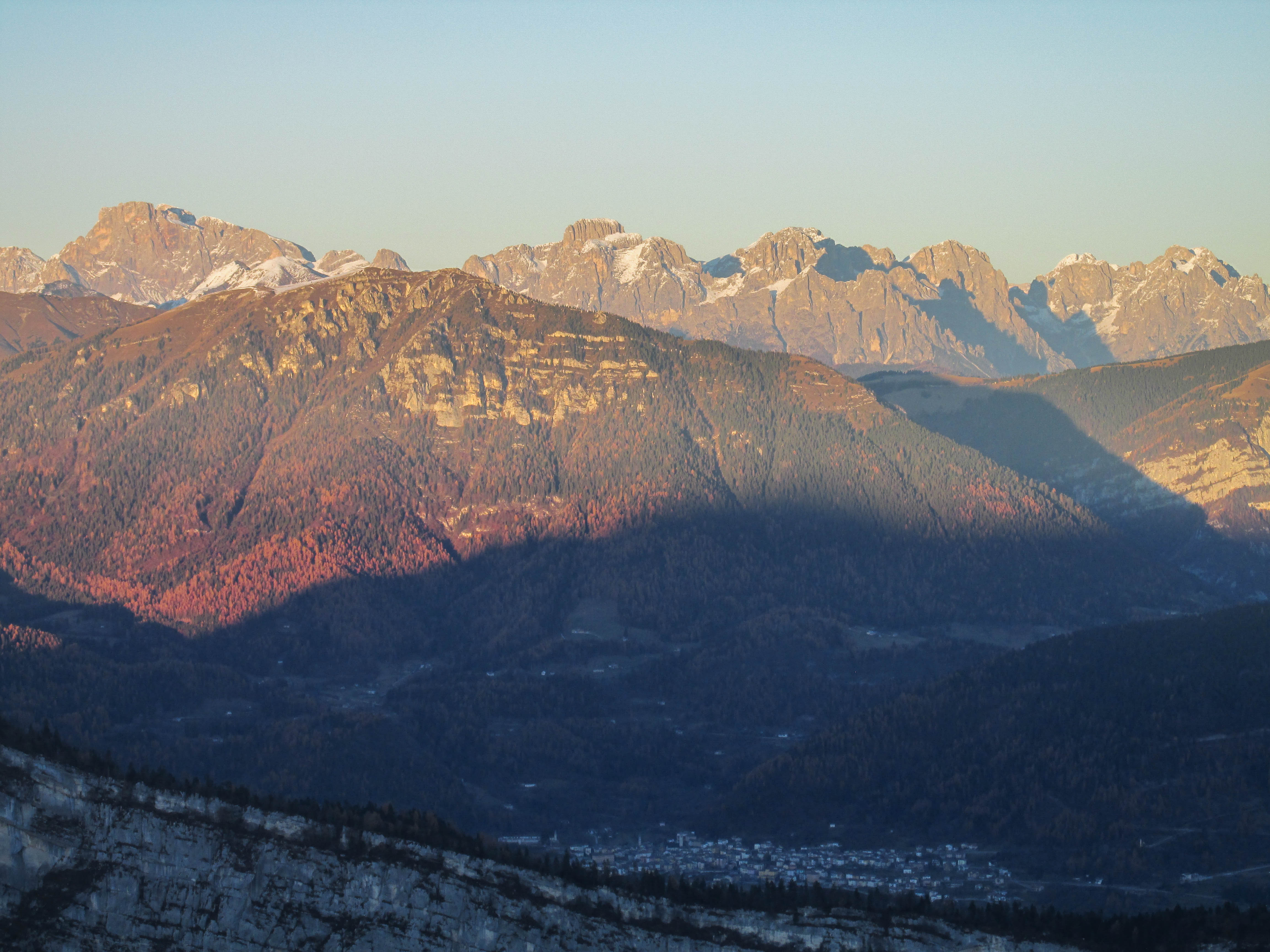
Vista di Castello Tesino dai Castelloni di San Marco

L'attuale toponimo è stato fissato ufficialmente nel 1927 ma storicamente è stato denominato con maggior frequenza Castel Tesino o Casteltesino e spesso vi si fa riferimento tuttora.
Il nome di Castello Tesino risale all'epoca romana, ma si hanno resti archeologici che testimoniano la presenza dei Reti in epoca ben precedente. La zona costituiva ottimo avamposto per le legioni romane che transitavano sulla via Claudia Augusta, strada romana che partiva da Altinum in direzione di Augusta Vindelicum (l'attuale Augusta in Germania) e che passava per Castello Tesino a causa della situazione paludosa e addirittura alla presenza di un lago dove ora si trova il Canale di Brenta. Quando però intorno all'anno 800 si disostruì il Canale di Brenta a formare la situazione attuale, la viabilità si spostò nella più comoda e diretta Valsugana, lasciando la Conca del Tesino in un isolamento che ne favorì il carattere indipendente e di rado sottoposto alle signorie medievali (è da ricordare il dominio del Conte Biagio delle Castellare). Durante il periodo feudale ha conosciuto infatti una serie di signorie (i signori di Tesino, di Grigno, i vescovi-conti di Feltre, gli Scaligeri di Verona, i Carraresi di Padova, i Visconti di Milano, i signori di Ivano), conservando però sempre sostanziali caratteristiche di indipendenza amministrativa ed economica. Nel XV secolo passò al domino della Casa d'Austria, entrando a far parte della Contea del Tirolo, alla quale rimarrà legato (ad esclusione della breve parentesi napoleonica) fino al primo conflitto mondiale. Con Cinte e Pieve e insieme alla bassa Valsugana ed al Primiero, non appartenne mai al Principato vescovile di Trento e fino al 1786 neppure alla diocesi di Trento, ma ab immemorabili a quella di Feltre. La posizione svantaggiata del Tesino rispetto alle principali vie di comunicazione provocò uno sviluppo dell'attività commerciante degli abitanti, che prima vivevano principalmente di pastorizia e agricoltura; i cosiddetti "perteganti" erano commercianti girovaghi che si muovevano in tutta l'Europa dell'epoca, fino quasi al Novecento, vendendo nei primi tempi pietra focaia per archibugi estratta dalla selce che abbonda nel territorio locale, poi stampe quando invece la tecnologia delle armi abbandonò l'uso della pietra focaia. La Grande Guerra colpì gravemente il paese, sia perché gli abitanti vennero richiamati al lontano fronte orientale dall'Impero austro-ungarico, sia perché vi fu quasi la totale distruzione del paese stesso a causa dei bombardamenti. Gli abitanti che a inizio guerra erano rimasti in paese furono fatti evacuare, sia verso nord, sia verso il Regno d'Italia, fino alla Sicilia. I reduci e gli evacuati, a fine guerra, tornarono e ricostruirono il centro abitato, poco prima che scoppiasse il secondo conflitto mondiale. Questo non fu di minore impatto, anche a causa della recente annessione al Regno d'Italia e al diffuso sentimento di terra di confine. Dopo la seconda guerra mondiale, Castello Tesino è paese in cui la principale attività economica è il turismo estivo e invernale, affiancata da allevamento e agricoltura (per lo più coltivazioni di piccoli frutti). Il trend demografico rimane in lenta e costante decrescita.

### Resistenza italiana
Dall'8 settembre 1943 al maggio 1945 la lotta di Resistenza al nazifascismo vide i partigiani organizzati nel Battaglione "Gherlenda" della Brigata Garibaldina Antonio Gramsci.
Da ricordare le due medaglie d'oro al valor militare alle giovani partigiane: Ancilla Marighetto "Ora", Clorinda Menguzzato "Veglia".

### Simboli
Lo stemma è stato concesso con regio decreto del 27 maggio 1929.
Il gonfalone è un drappo partito di rosso e di verde.

## Monumenti e luoghi d'interesse

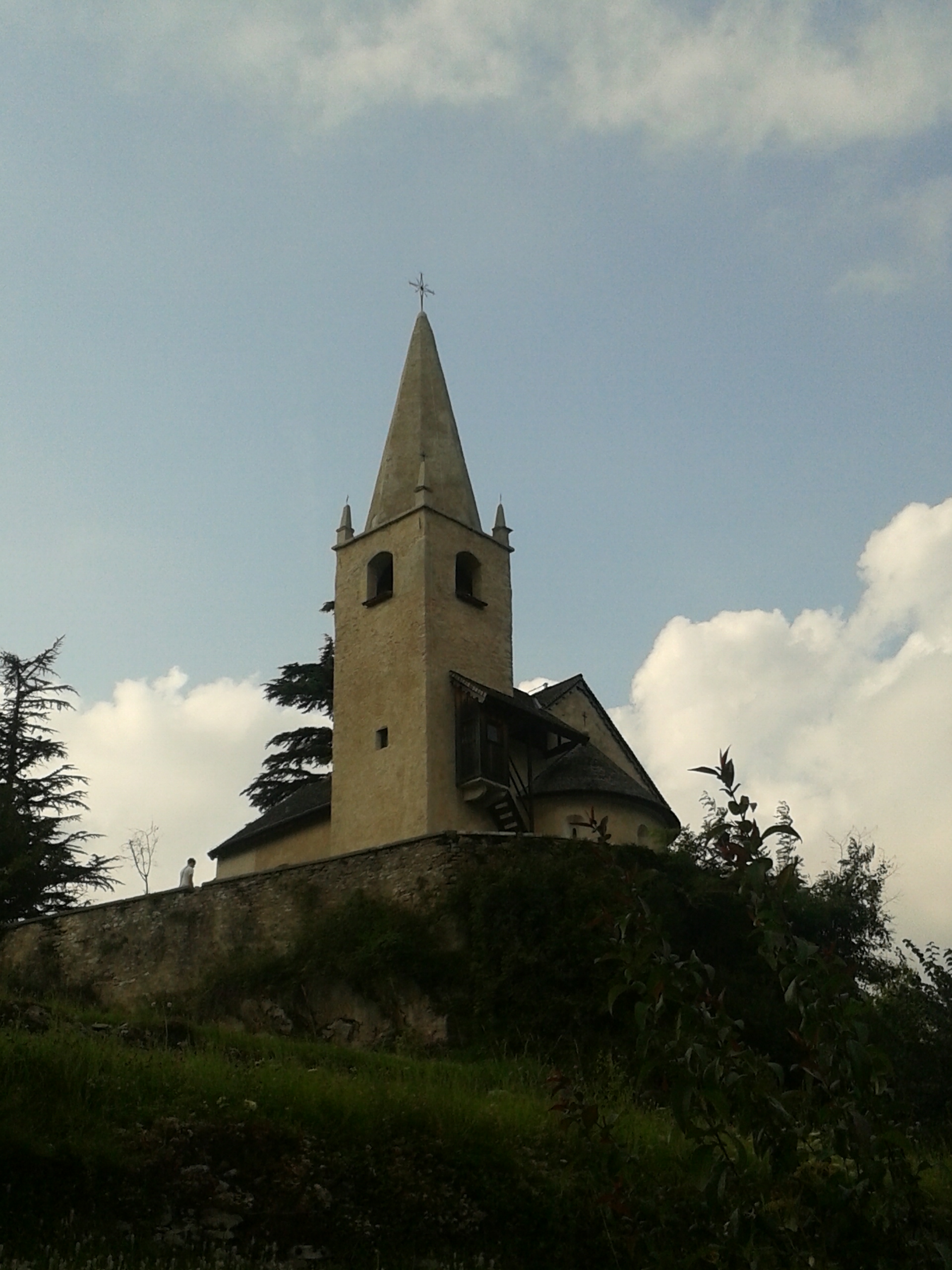
Chiesa di Sant'Ippolito

### Architetture religiose

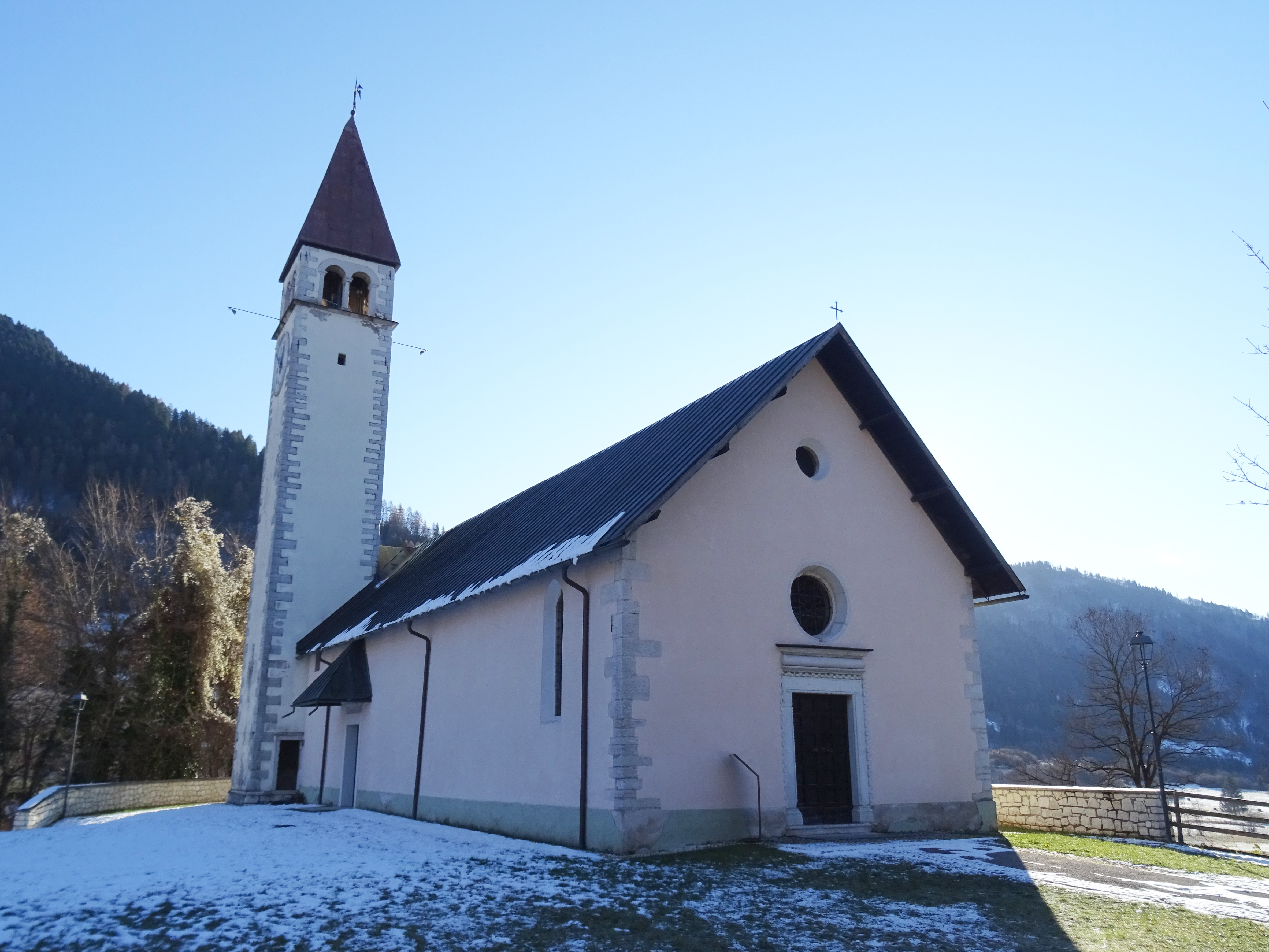
Chiesa di San Rocco

Il paese si distingue per l'elevato numero di chiese presenti sul territorio.
- Chiesa di San Giorgio, parrocchiale
- Chiesa dei Santi Ippolito e Cassiano, risale al 1436 e conserva uno straordinario ciclo di affreschi quattrocenteschi.
- Chiesa di San Rocco compatrono del paese, edificata nel 1481.
- Chiesa della Torricella dedicata a Santa Maria delle Grazie, risale al 1603 e conserva al suo interno un altare ligneo del XVII secolo ed un affresco del 1521 raffigurante una Madonna col bambino al quale furono attribuiti 22 miracoli.
- Chiesa della Madonna di Caravaggio, costruita nel 1698 e riedificata nel 1901.
- Cappella dell'Oratorio Votivo dedicata a Maria Santissima Regina della Pace, è stata consacrata l’8 dicembre 1954. Va a completare l’orarorio parrocchiale, realizzato per il solenne voto alla Madonna dell’8 ottobre 1944 alla vigilia di un terribile rastrellamento nazista. Al suo interno due lapidi riportano incisi i nomi dei caduti delle due Guerre Mondiali, altre due riportano il testo integrale del voto e l’elenco dei benefattori[7].
- Cappella della Casa di Riposo, inaugurata nel 2009.
- Cappella dell'Ospedale, dedicata a Santa Maria Bambina è stata benedetta il 17 giugno 1898 e servizio dell'Ospedale Ricovero in località Gambaron (oggi in stato di abbandono).
- Chiesa della Roa, situata nell'omonima frazione. Costruita nel 1889 è dedicata alla Madonna di Lourdes, conserva un Cristo morto deposto dalla croce attribuito a Martin Vinazer.
- Cappella dei Coronini, situata nell'omonima frazione. Costruita nel 1876 per volere di Domenico Piasente è di pianta ottagonale ed è dedicata a Nostra Signora del Sacro Cuore di Gesù.
- Chiesetta di Piancavalli, situata nell'omonima località presso il passo Brocon venne costruita nel 1958.
- Chiesetta del Pront, nella valle del Vanoi.

### Architetture civili e monumenti
- Palazzo Gallo, edificato nel 1570.
- Villa Tomaselli, costruita all’inizio del ’900 da Antonio Tomaselli, commerciante nato a Castello Tesino da una povera famiglia nel 1857[8]. Ebbe una vita avventurosa e girò tutto il mondo in cerca di fortuna: Europa centrale, Russia, Paesi Baltici, Finlandia, sud est Asiatico, Australia, arrivò persino a Capo Nord. Approdò infine in Sud Africa, dove vicino a Johannesburg fondò la ditta A. Tomaselli & sons che rimase in attività fino al 1955. Nel 1905 rientrò definitivamente a Castello Tesino, dove costruì la villa che porta il suo nome[9]. Attualmente è sede della locale stazione dei Carabinieri.
- Edificio scolastico, costruito nel 1908.
- Palazzo Littorio, inaugurato nel 1928 attualmente è sede del Municipio.

### Altro
- Osservatorio astronomico del Celado: osservatorio astronomico inaugurato nel 2010 e gestito dall'Unione Astrofili Tesino e Valsugana. Lo strumento principale, un riflettore del diametro di 80 cm, è tra gli 8 più grandi d'Italia per quanto riguarda gli osservatori pubblici. Dal 2013 è sito accreditato dal Minor Planet Center (MPC) allo svolgimento di attività scientifica in campo astrometrico.
- Osservatorio geomagnetico di Castel Tesino: situato in loc. Celado è in funzione dal 1964 ed è gestito dall'Istituto Nazionale di Geofisica e Vulcanologia.

Di notevole interesse sono anche le malghe presenti al Passo Brocon, molte delle quali ancora attive nella produzione di formaggi seguendo metodi antichi.

#### Grotte di Castello Tesino
La grotta di Castello Tesino o Bus de la Lora, è una cavità carsica situata sulla riva destra del torrente Senaiga. Scoperta nel 1927 è l'unica grotta del Trentino attrezzata per le visite turistiche. Di notevole interesse, oltre alle splendide concrezioni, è una specie di crostaceo il Niphargus Galvagnii Ruffo, finora trovata solo nella grotta di Castello Tesino.

#### Tròdo dei fiori
Il Tròdo dei fiori è un itinerario naturalistico situato presso il passo Brocon, lungo il quale è possibile ammirare la flora alpina del Lagorai. Ideato nei anni '80, permette di ammirare oltre 300 specie floreali. Il percorso, di facile percorrenza, si snoda in parte su tratti di mulattiere risalenti alla Prima Guerra Mondiale e raggiunge i 2050 m del Col del Boia.

#### Area archeologica di Sant'Ippolito
Nel 1862, in occasione della costruzione del nuovo cimitero, vennero trovati i primi reperti (principalmente di epoca romana) e tracce di un'antica strada. Fra il 1977 e il 1979 l’area è stata oggetto di scavi promossi dalla Soprintendenza per i beni culturali della Provincia Autonoma di Trento. Furono riportati alla luce reperti dell'età del Bronzo e principalmente della Seconda Età del Ferro (V e IV secolo a.C.). Si ritene che poi il sito sia stato abbandonato nel corso del I secolo d.C. Principale interesse del sito sono due abitazioni retiche una di 60 m² e l’altra i 37 m².

## Società

### Evoluzione demografica
Abitanti censiti

### Tradizioni e folclore
- Biagio delle Castellare - Organizzato ogni 5 anni a Carnevale, è una manifestazione popolare di più giorni che rievoca l'impiccagione del Conte Biagio, antico tiranno che dominava la Bassa Valsugana e il Tesino. Si basa su un fatto storico realmente accaduto nel 1365.

## Cultura

### Biblioteche
- Biblioteca pubblica comunale.

### Musei
- Centro documentazione del lavoro nei boschi - Propone una mostra permanente sulle utilizzazioni forestali ed un'esposizione su tecniche ed attrezzature per il prelievo del legname. Ospita anche alcune opere vincitrici del Simposio internazionale di scultura “Luci ed Ombre del legno”.
- Centro permanente della Flora e della Fauna Alpina - Presenta la ricostruzione di tutti gli ambienti alpini, dando spazio e visibilità a gran parte delle specie animali e floreali che caratterizzano l’ambiente montano. Presenta la ricostruzione della grotta dell’Orso Speleo. Annesso al museo vi è un parco caratterizzato da diverse specie floreali e arbustive.

### Musica
- Banda Sociale Folkloristica di Castello Tesino - Venne fondata ufficialmente nel 1902[14] come Banda Sociale anche se era già attiva dal 1888[15]. Nel 1903 partecipa ad un concorso musicale a Trento durante la Feste Vigiliane. Risale al 1909 il primo statuto approvato dall'Imperial Regia Luogotenenza di Innsbruck. Dopo la seconda guerra mondiale, nel 1946, Carlo Deflorian e Bruno Zanettin ripresero l’attività. Nel 1981 il sodalizio venne dotato dei tradizionali ed antichi costumi del Tesino e rinominato Banda Sociale Folkloristica. L’intensa attività, con il Maestro Lele Lauter, trovò il meritato coronamento nell’incisione di un LP. Nel 2001, diretta dal Maestro Claudio Dorigato, ha festeggiato il suo primo centenario di fondazione. Dal 2003 è guidata dal Maestro Ivan Villanova. Il complesso (oltre quaranta elementi) possiede un gustoso repertorio di Blasmusik che, unito all’autenticità e bellezza dei costumi tradizionali, lo porta ad esibirsi frequentemente in numerose località italiane ed europee. Nel 2018 viene invitata, unica banda italiana, al Shanghai Tourism Festival, ottenendo il Best Popularity Award tra i 57 gruppi partecipanti.
- Gruppo Folk di Castello Tesino - Sodalizio che propone i balli, le musiche ed i tradizionali costumi della zona. L'abito risale al 1600 e nacque come vestito delle feste. Già all'inizio del secolo scorso viene utilizzato quale costume di rappresentanza. Nel 1898 una delegazione in costume femminile presenzio a Vienna al Giubileo d'oro dell'Imperatore[16] e nell'estate del 1909 14 donne in costume tradizionale sfilarono ad Innsbruck alla Tiroler Jahrhundert-Feier (la commemorazione in occasione del centenario dell'insurrezione Tirolese del 1809) alla presenza dell'Imperatore Francesco Giuseppe, al seguito della compagnia Schützen di Castel Tesino[17]. Nel 1927 venne costituito il Gruppo Folk che nel 1930 tenne la prima uscita pubblica fuori paese a Roma, in occasione del matrimonio del Principe ereditario Umberto II. Dopo la fine della guerra, adiverseinizio anni 50 il gruppo è stato ricostituito ad opera di Bruno Braus fino al 1957 partecipando a importanti manifestazioni in tutta Italia, come inaugurazione ossario di Redipuglia a cui ha partecipato il presidente della repubblica, inaugurazione fiera del Levante di Bari, trasferte in Sicilia e presso la RAI di Roma per registrazioni. Successivamente è subentrato il fratello Rinaldo Braus fino al 1968. ha definitivamente ripreso l'attività nel 1975 grazie all'impegno del professor Giuseppe Patti, esibendosi in centinaia di piccoli e grandi centri. È stato invitato in Egitto, a Malta e più volte in Svizzera, in Austria, in Germania, nell'ex Jugoslavia, in Francia, in Belgio, nei Paesi Bassi, in Slovacchia e in Brasile. In Italia non c'è regione che non sia stata visitata. Lo spettacolo è costituito da una serie di danze tipiche, eseguite da coppie di ballerini, con movenze e passi volutamente marcati per sottolineare la loro origine prettamente popolare. In alcuni balli è chiara l'influenza della vicina cultura d'oltralpe con la quale i valligiani mantengono rapporti secolari.

## Geografia antropica
Castello Tesino si resse quale comune autonomo ab immemorabili.

### Frazioni
Il comune ha sei frazioni, cinque si trovano nella valle del Tesino (Lissa, Molini o Oltrerozze, Roa, Tellina, Coronini) e una nella valle del Vanoi (Cainari).

### Variazioni
Dal 1º settembre 1810 al 31 dicembre 1817, durante la breve parentesi dell'occupazione napoleonica, vennero aggregati a Castello Tesino i territori dei soppressi comuni di Pieve Tesino e Cinte Tesino. I medesimi vennero in seguito nuovamente staccati e ricostituiti dall'Impero austriaco il 1º gennaio 1818.

### Confine di Stato
Durante il periodo di appartenenza del comune alla Contea del Tirolo e quindi alla Casa d'Austria, per quasi 5 secoli, i confini di sud-est (attuale confine con la provincia di Belluno) concisero con il confine di Stato, questi i principali mutamenti:
- Confine tra Arciducato d'Austria e Repubblica di Venezia dal 1412 al 1797.
- Confine tra Arciducato d'Austria e Repubblica Cisalpina dal 1797 al 1802.
- Confine tra Arciducato d'Austria e Repubblica Italiana dal 1802 al 1804.
- Confine tra Impero Austriaco e Repubblica Italiana dal 1804 al 1805.
- Confine tra Impero Austriaco e Regno Lombardo-Veneto dal 1815 al 1866.
- Confine tra Impero Austriaco e Regno d'Italia dal 1866 al 1867.
- Confine tra Impero Austro-Ungarico e Regno d'Italia dal 1867 al 1920.

## Economia
Centro turistico estivo ed invernale è da sempre uno dei luoghi turistici più frequentati del Trentino, grazie alle possibilità escursionistiche e ittico-venatorie che la valle offre.
Recentemente sono stati rimodernati i vicini impianti di risalita in Località Marande, presso il passo del Brocon.

## Infrastrutture e trasporti
Sono cinque gli accessi a Castello Tesino: dalla Forcella per la strada provinciale 78 del Tesino, da Grigno per la strada provinciale 75 del Grigno conosciuta come "strada del Murelo", da Canal San Bovo per la strada provinciale 79 del Passo Brocon, dal Feltrino per la strada provinciale 212 della Roa, da Primolano per Col Perer, Cima Campo e la strada provinciale 246 del Celado.

## Amministrazione
| Periodo           | Periodo           | Primo cittadino     | Partito                                  | Carica  | Note                                                |
| ----------------- | ----------------- | ------------------- | ---------------------------------------- | ------- | --------------------------------------------------- |
| 20 maggio 1945    | 26 ottobre 1945   | Riccardo Fattore    | Lista civica                             | Sindaco |                                                     |
| 26 ottobre 1945   | 6 settembre 1948  | Federico Menguzzato | Lista civica                             | Sindaco |                                                     |
| 6 settembre 1948  | 28 settembre 1952 | Romolo Franceschini | Lista civica                             | Sindaco |                                                     |
| 28 settembre 1952 | 4 aprile 1959     | Giovanni Pelloso    | Lista civica                             | Sindaco |                                                     |
| 4 aprile 1959     | 27 dicembre 1960  | Fiore Zotta         | Lista civica                             | Sindaco |                                                     |
| 2 gennaio 1961    | 17 giugno 1961    | Antonio Busana      | Lista civica                             | Sindaco |                                                     |
| 17 giugno 1961    | 3 luglio 1965     | Michele Chmielewski | Lista civica                             | Sindaco |                                                     |
| 3 luglio 1965     | 21 ottobre 1966   | Giulio Menato       | Lista civica                             | Sindaco |                                                     |
| 21 ottobre 1966   | 28 giugno 1969    | Romolo Franceschini | Lista civica                             | Sindaco |                                                     |
| 28 giugno 1969    | 31 agosto 1973    | Michele Chmielewski | Lista civica                             | Sindaco |                                                     |
| 31 agosto 1973    | 6 dicembre 1974   | Gaspare Sordo       | Lista civica                             | Sindaco |                                                     |
| 6 dicembre 1974   | 20 luglio 1978    | Serafino Zotta      | Lista civica                             | Sindaco |                                                     |
| 20 luglio 1978    | 4 luglio 1980     | Gaspare Sordo       | Lista civica                             | Sindaco |                                                     |
| 4 luglio 1980     | 6 ottobre 1981    | Michele Chmielewski | Lista civica                             | Sindaco |                                                     |
| 6 ottobre 1981    | 19 marzo 1987     | Silvio Muraro       | Lista civica                             | Sindaco |                                                     |
| 19 marzo 1987     | 3 giugno 1995     | Enzo Boso           | Lista civica numero 1                    | Sindaco |                                                     |
| 4 giugno 1995     | 13 maggio 2000    | Giorgio Dorigato    | Lista civica                             | Sindaco |                                                     |
| 14 maggio 2000    | 7 maggio 2005     | Ivan Boso           | Lista civica Bilancia                    | Sindaco |                                                     |
| 8 maggio 2005     | 15 maggio 2010    | Giorgio Dorigato    | Lista civica Insieme per Castello Tesino | Sindaco |                                                     |
| 16 maggio 2010    | 14 novembre 2015  | Sisto Fattore       | Lista civica Castello rialzati!          | Sindaco |                                                     |
| 15 novembre 2015  | 21 settembre 2020 | Ivan Boso           | Lista civica Sinergia tesina             | Sindaco |                                                     |
| 22 settembre 2020 | 4 maggio 2025     | Graziella Menato    | Lista civica Castellum Taxinum           | Sindaco | Primo sindaco donna nella storia di Castello Tesino |
| 5 maggio 2025     | in carica         | Lucio Muraro        | Lista civica Fare comunità               | Sindaco |                                                     |